# Michael Müller (Medienwissenschaftler, 1958)
Michael Müller (* 30. Mai 1958 in Rosenheim) ist ein deutscher Medien- und Narrationsforscher, Organisationsberater, Coach und Autor. Von 2010 bis 2024 war er Professor an der Hochschule der Medien (HdM) in Stuttgart und gründete dort gemeinsam mit Jørn Precht das Institut für Angewandte Narrationsforschung (IANA).

## Leben
Müller studierte nach dem Abitur Literaturwissenschaft, Mediävistik, Logik und Wissenschaftstheorie an der Ludwig-Maximilians-Universität München. Studienabschluss als Magister Artium 1985, 1988 Promotion zum Dr. phil. mit der Note Magna cum laude.
Nach Tätigkeiten als fester freier Projektleiter für das Kulturprogramm der Siemens AG (1988 bis 1991) und als fester freier Redakteur bei ProSieben (1991 bis 1994), war er zunächst als freier Texter, Konzeptioner und Kommunikationsberater tätig. 1998 entwickelte er gemeinsam mit Karolina Frenzel und Hermann Sottong die Storytelling-Methode zur Beratung von Unternehmen in Entwicklungs- und Veränderungsprozessen.
Müller war von 2010 bis 2024 Professor für Medienanalyse und Medienkonzeption an der Hochschule der Medien (HdM) in Stuttgart. Dort gründete er 2014 gemeinsam mit Jørn Precht das Institut für Angewandte Narrationsforschung (IANA). In Forschungsprojekten beschäftigt er sich unter anderem mit narrativen Ansätzen von Zivilcourage und Prävention sowie der Kartographie des digitalen Wandels. Sowohl wissenschaftlich als auch praktisch beschäftigt sich Müller mit den Gebieten der Semiotik, der Erzähltheorie und der Anwendung narrativer Ansätze in der Medienforschung, in Politik und Gesellschaft sowie in Organisationen und Unternehmen (vgl. Schriften).
Als Narrations- und Storytelling-Experte leitet er gemeinsam mit Christine Erlach zahlreiche Seminare und Fortbildungen, unter anderem die zertifizierten Weiterbildungen Professionelles Storytelling im Unternehmen (ab 2016) und Narrative Organisationsberatung (ab 2020) beziehungsweise Narrative Organisationsentwicklung.
Müller ist verheiratet, hat zwei erwachsene Kinder und lebt in Bad Endorf. Unter dem Pseudonym Michael Kurfer veröffentlicht er auch Romane.

## Schriften (Auswahl)

### Fachbücher
- mit Christine Erlach: In Aktanz gehen. Wie man hinderliche Geschichten loswird. 2024. Heidelberg. Carl-Auer, ISBN 978-3-8497-0551-0
- Politisches Storytelling. Wie Politik aus Geschichten gemacht wird. 2020. Köln. Herbert von Halem Verlag, ISBN 978-3-86962-499-0
- mit Christine Erlach: Narrative Organisationen. Wie die Arbeit mit Geschichten Unternehmen zukunftsfähig macht. 2020. Berlin. Springer Gabler, ISBN 978-3-662-60720-6 (eingeschränkte Vorschau in der Google-Buchsuche)
- mit Christine Erlach: Narrative Organizations. Making Companies Future Proof by Working with Stories. 2020. Wiesbaden. Springer, ISBN 978-3-662-61420-4
- mit Jørn Precht (Hrsg.): Narrative des Populismus. Erzählmuster und -strukturen populistischer Politik. 2018. Heidelberg. Springer, ISBN 978-3-658-22373-1 (eingeschränkte Vorschau in der Google-Buchsuche)
- mit Wolfgang Lanzenberger: Unternehmensfilme drehen. Business Movies im digitalen Zeitalter. 2017 (3. Aufl.). Köln. Herbert von Halem Verlag, ISBN 978-3-7445-0905-3 (eingeschränkte Vorschau in der Google-Buchsuche)
- Einführung in narrative Methoden in der Organisationsberatung. 2017. Heidelberg. Carl Auer Verlag, ISBN 978-3-8497-0157-4 (eingeschränkte Vorschau in der Google-Buchsuche)
- mit Petra Grimm (Hrsg.): Erzählen im Internet. Geschichten über das Internet. 2016. Stuttgart. Steiner, ISBN 978-3-515-11615-2
- mit Petra Grimm: Narrative Medienforschung. Einführung in Methodik und Anwendung. 2016. Köln. Herbert von Halem Verlag, ISBN 978-3-7445-0746-2
- mit Petra Grimm (Hrsg.): SocialMania. Medien, Politik und die Privatisierung der Öffentlichkeit. 2014. Stuttgart. Steiner, ISBN 978-3-515-10950-5
- Storytelling. Die Kraft des Erzählens für die Unternehmenskommunikation. 2014. Berlin. SCM, ISBN 978-3-940543-36-3.
- mit Karolina Frenzel und Hermann Sottong: Storytelling - Das Praxisbuch.2006. München. Carl Hanser Verlag, ISBN 978-3-446-40698-8 (eingeschränkte Vorschau in der Google-Buchsuche)
- mit Karolina Frenzel und Hermann Sottong: Das Unternehmen im Kopf. Storytelling und die Kraft zur Veränderung. 2005 (2. Aufl). Wolnzach. Kastner, ISBN 3-937082-38-7
- mit Karolina Frenzel und Hermann Sottong: Storytelling. Das Harun-al-Raschid-Prinzip. Die Kraft des Erzählens fürs Unternehmen nutzen. 2004. München u. a. Carl Hanser Verlag, ISBN 3-446-22687-7
- mit Hermann Sottong: Zwischen Sender und Empfänger. Eine Einführung in die Semiotik der Kommunikationsgesellschaft. 1998. Berlin. Erich Schmidt Verlag, ISBN 978-3-503-04902-8
- mit Hermann Sottong: Der symbolische Rausch und der Kode. Zeichenfunktionen und ihre Neutralisierung. 1993. Tübingen. Stauffenburg, ISBN 3-923721-77-3

### Studien
- mit Petra Grimm und Stefanie Rhein: Porno im Web 2.0. Die Bedeutung sexualisierter Web-Inhalte in der Lebenswelt von Jugendlichen. 2010.
- mit Karolina Frenzel und Hermann Sottong: Interne Kommunikation im Wandel. Eine Storytelling-Studie zu Problemen, Perspektiven und Lösungsversuchen aus der Sicht von IK-Verantwortlichen deutscher Großunternehmen. 2008. München. System und Kommunikation.
- mit Karolina Frenzel und Hermann Sottong: Bleibt Dornröschen ungeküsst? Eine Storytelling-Studie zum Thema Frauen und Führung. 2001. München. System und Kommunikation.

### Fachaufsätze
- mit Christine Erlach: Narrative Prozesse in Organisationen. In: Joachim Gutmann, Michael Lorenz (Hrsg.): HR-Storytelling. Die Macht der Geschichten nutzen für Recruiting, Employee Branding, Learning und Karriere. 2024. Freiburg. Haufe. ISBN 978-3-648-18186-7, S. 11–24
- mit Christine Erlach und Heiko Roehl: Geronnene Erfahrung. Geschichten als Grundlage der Unternehmenskultur. In: Organisationsentwicklung 2/2023, S. 6–13
- Deine Geschichte hat mich sehr bewegt! - Stories und Emotionen in der Unternehmensentwicklung. In: systema 1/2023, 37. Jg., S. 25–34
- Narratives Arbeiten in Organisationsentwicklung und Coaching. In: Peter Jacob, Maria Borcsa, Jan Olthof, Arist von Schlippe (Hrsg.): Narrative Praxis. Ein Handbuch für Beratung, Therapie und Coaching. 2022. Göttingen. Vandenhoeck & Ruprecht, ISBN 978-3-525-40793-6, S. 222–237
- Developing the Future Stories of Companies: Open and Closed Story Worlds. In: Jaques Chlopczyk, Christine Erlach (Hrsg.): Transforming Organizations. Narrative and Story-Based Approaches. 2019. Heidelberg. Springer Verlag, ISBN 978-3-030-17851-2, S. 75–88.
- Glaubwürdigkeit in der narrativen Konstruktion von Unternehmensidentität. In: Silvia Ettl-Huber (Hrsg.): Storytelling in Journalismus, Organisations- und Marketingkommunikation. 2019. Wiesbaden. Springer VS, ISBN 978-3-658-25728-6, S. 131–145 (eingeschränkte Vorschau in der Google-Buchsuche)
- Geschichten in aller Munde – wie Storys Aufmerksamkeit schaffen. In: Wirtschaftspsychologie aktuell, Nr. 1/2019, S. 9–12
- Die erzählte Organisation: Narrative Methoden im Unternehmenskontext. In: Mitteilungen des Deutschen Germanistenverbandes, 2016. 63. Jg., Heft 3, S. 284–296
- Narratives Management: Unternehmen als Geschichten denken. In: Wirtschaftspsychologie aktuell, Nr. 3/2015, S. 57–60
- Die Kraft des Erzählens. Storytelling im Unternehmen. In: Archiv und Wirtschaft. 2015. 48. Jg., Heft 3, S. 109–116
- Arbeiten mit Geschichten. Narrative Methoden im Coaching. In: Coaching Magazin, Nr. 3/2014, S. 19–23
- Erzählend zum Sinn. Beratungsansatz Core Story. In: Training aktuell, 25. Jg., Nr. 2/2014, S. 20–22
- mit Hermann Sottong: Äußerung, Simulation, Realität: Typen der Referenz auf Wirkliches. In: Zeitschrift für Semiotik. 1991. Band 13, Heft 1–2, S. 149–164.

### Romane (unter dem Pseudonym Michael Kurfer)
- Die toten Bücher. E-Book, dotbooks, München, 2012, ISBN 978-3-943835-11-3[16]
- Lebensabend. E-Book, Amazon EU SARL, München, 2015.[17]

## Auszeichnungen
- 1990: Förderpreis der Deutschen Gesellschaft für Semiotik (gemeinsam mit Hermann Sottong)